# Hespérie de l'île Bourbon
Borbo borbonica
Espèce
L’Hespérie de l'Île-Bourbon ou Hespérie de Zeller (Borbo borbonica) est une espèce de lépidoptères (papillons) de la famille des Hesperiidae, de la sous-famille des Hesperiinae et du genre Borbo.

## Dénomination
Borbo borbonica a été décrit par Jean-Baptiste Alphonse Dechauffour de Boisduval sous le nom de Hesperia borbonica.

### Noms vernaculaires
L'Hespérie de l'île Bourbon se nomme en anglais Zeller's Skipper ou Olive Haired Swift et en espagnol Veloz fenestrada.

### Sous-espèces
- Borbo borbonica borbonica
- Borbo borbonica morella (de Joannis, 1893) aux Seychelles[1].
- Borbo borbonica zelleri (Lederer, 1855) en Afrique du Nord, à Gibraltar.

## Description
L'Hespérie de l'île Bourbon est un papillon marron terne à fine bordure blanche orné de quelques taches blanches sur les ailes antérieures.

## Biologie

### Période de vol
L'Hespérie de l'île Bourbon vole entre juin et novembre avec un nombre de générations non défini.

### Plantes hôtes
Les plantes hôtes de sa chenille sont des Poaceae (graminées) : Oryza (Oryza sativa, Oryza mantana), Zea, Pennisetum, Leersia hexandra, Sorghum halepense.

## Écologie et distribution
L'Hespérie de l'île Bourbon réside dans le sud de l'Europe sur la côte méditerranéenne de l'Espagne, de l'Italie, de la Grèce et de la Turquie, dans les îles méditerranéenne, dans toute l'Afrique, à Madagascar, et aux Mascareignes, île Maurice, Rodrigues et La Réunion.

### Biotope
L'Hespérie de l'île Bourbon réside sur des collines sableuses ou dans des vallons côtiers rocheux.

### Protection
Pas de statut de protection particulier, l'Hespérie de l'île Bourbon est inscrite LC sur la liste rouge des rhopalocères de l'île de La Réunion.